# Katedra św. Barnaby w Nottingham
Katedra w Nottingham (ang. Saint Barnabas’ Cathedral, Nottingham) – katedra rzymskokatolicka w Nottingham. Główna świątynia diecezji Nottingham. Mieści się przy Derby Road.
Budowa świątyni rozpoczęła się w 1841, a zakończyła w 1844. Konsekracji dokonano w 1844. Projektantem świątyni był Augustus Welby Northmore Pugin. Reprezentuje styl neogotycki. Posiada jedną wieżę.